# Jack Hunter (Fußballspieler, 1854)
John „Jack“ Hunter (* Ende 1854 in Coylton; † 2. November 1881 in Ayr) war ein schottischer Fußballspieler.

## Karriere und Leben
John Hunter wurde Ende 1854 auf der Hole Farm in der Nähe von Coylton, South Ayrshire geboren, wo sein Vater eine 100 Hektar große Farm betrieb. Seine jüngeren Brüder Archie (1859–1894) und Andy (1864–1888) wurden dort ebenfalls geboren. Als der Vater jedoch 1866 starb, musste die Familie die Farm verlassen und ihre Mutter übernahm die Pacht eines kleinen Pubs im Stadtzentrum von Ayr. John Hunter absolvierte später eine Ingenieurslehre, die ihn nach Glasgow führte, um als Maschinenschlosser zu arbeiten. Er begann dort ab 1873 nebenbei für den neu gegründeten Fußballverein Third Lanark zu spielen, der noch unter dem Namen Third Lanarkshire Rifle Volunteers antrat. Als talentierter Außenverteidiger gab er 1874 im Alter von nur 19 Jahren sein Länderspieldebüt für Schottland gegen England im Hamilton Crescent, das mit 2:1 gewonnen wurde. Bis zum Jahr 1877 folgten drei weitere Spiele für Schottland. Mit Third Lanark spielte er in zwei schottischen Pokalfinals, 1876 und 1878, die beide verloren wurden. Er war etwa ein Jahr lang an Tuberkulose erkrankt, bevor er am 2. November 1881 im Alter von 26 Jahren einer Lungenentzündung erlag. 
Seine jüngeren Brüder Archie und Andy, die später beide für Aston Villa spielten, erlitten auch einen frühen Tod. Andy starb 1888 im Alter von 32 Jahren in Australien an Tuberkulose, während Archie 1894 im Alter von 35 Jahren an einem Herzinfarkt verstarb.